# 울루물루

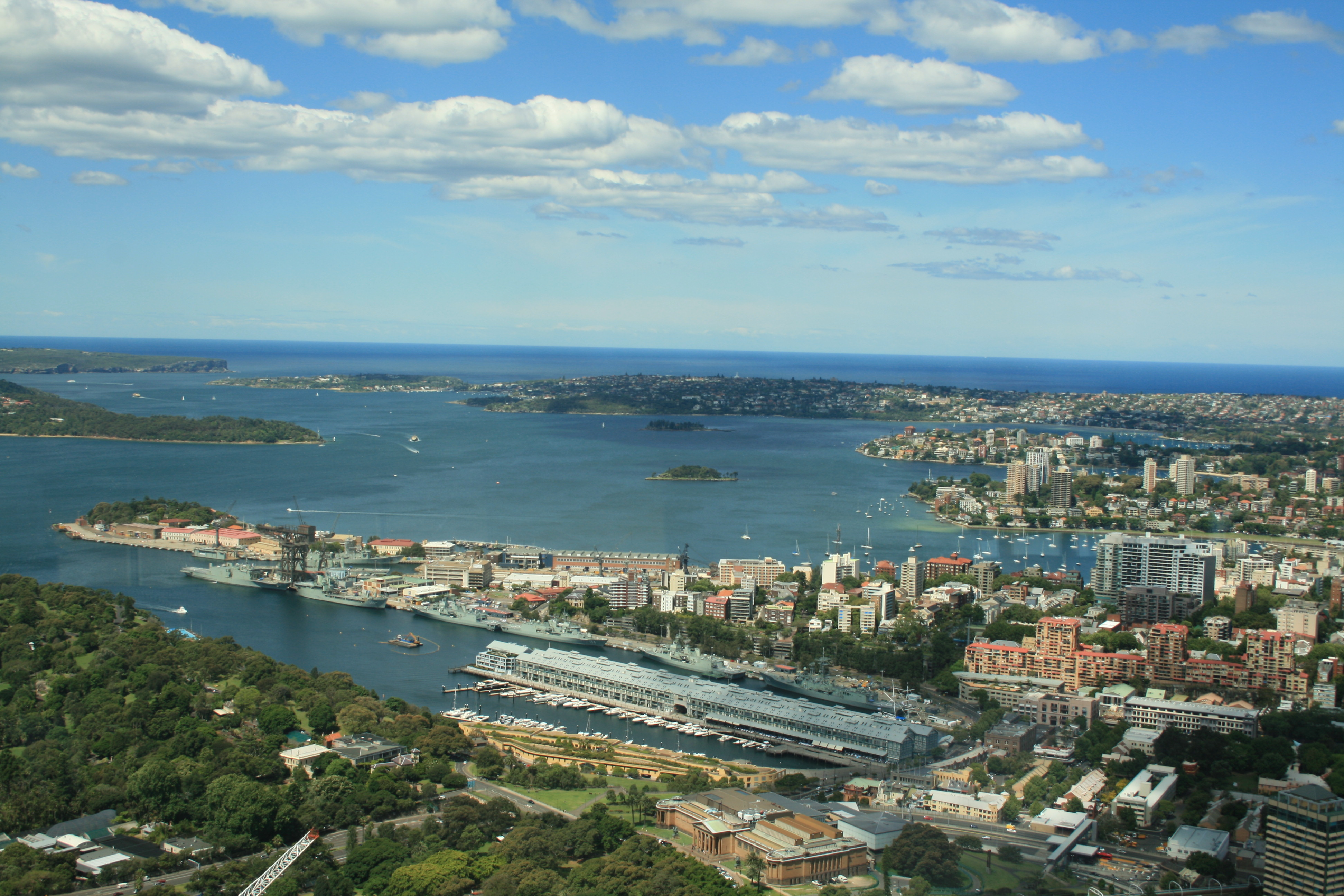
울루물루

울루물루(Woolloomooloo)는 오스트레일리아 뉴사우스웨일스주 시드니의 내부 지역으로, 동쪽에 위치하고 있다.

## 인구
| 연도 | 인구  | ±%     |
| ---- | ----- | ------ |
| 2001 | 3,038 | —      |
| 2006 | 3,518 | +15.8% |
| 2011 | 3,716 | +5.6%  |
| 2016 | 4,011 | +7.9%  |